# Houssem Louati
Houssem Louati, né le 12 mai 1992, est un footballeur tunisien. Il évolue au poste de milieu de terrain.

## Clubs
- juillet 2011-juillet 2018 : Club sportif sfaxien (Tunisie)
- juillet 2018-septembre 2020 : Al Ansar FC (Liban)
- septembre 2020-juillet 2021 : Al Riyad SC (Arabie saoudite)
- juillet 2021-juillet 2022 : Union sportive de Tataouine (Tunisie)
- depuis juillet 2022 : Al Ansar FC (Liban)

## Palmarès
- Champion de Tunisie (1) : 2013
- Coupe de la confédération (1) : 2013